# Religioni nelle Comore
La religione più diffusa nelle Comore è l'islam sunnita, che è la religione di stato. Secondo una statistica del 2010, i musulmani sunniti sono il 98% della popolazione; l'1,8% della popolazione segue altre religioni (fra cui il cristianesimo e l'islam non sunnita) e lo 0,2% della popolazione non segue alcuna religione. Una stima del 2020 dell'Association of Religion Data Archives (ARDA) dà i musulmani al 98,3% della popolazione, i seguaci delle religioni africane tradizionali all'1% circa della popolazione e i cristiani allo 0,5% circa della popolazione; lo 0,1% circa della popolazione segue altre religioni e lo 0,1% circa della popolazione non segue alcuna religione.
La libertà di religione non è tutelata dalla costituzione. La conversione dall'islam ad un'altra religione è vietata e si incorre nel reato di apostasia. Il proselitismo religioso dei non musulmani verso i musulmani è illegale. I cittadini comoriani non possono praticare pubblicamente una religione diversa dall'islam sunnita, mentre i residenti stranieri che non sono musulmani sunniti possono praticare pubblicamente il culto nei luoghi autorizzati (vi sono nel Paese due chiese cristiane e una moschea sciita). I residenti stranieri non musulmani non lamentano discriminazioni, che invece sono segnalate a danno dei cittadini comoriani non musulmani.

## Religioni presenti

### Islam
La maggioranza dei musulmani comoriani è sunnita e segue la corrente sciafeita; è presente una piccola minoranza di sciiti, di ahmadiyya e di seguaci del sufismo.

## Religioni africane
Le religioni indigene tradizionali basate sull'animismo sono ancora presenti nel Paese. Molti comoriani credono ancora nel potere degli spiriti e insieme alla religione islamica condividono contemporaneamente alcune credenze e pratiche delle religioni africane tradizionali.

### Altre religioni
Nelle Comore sono presenti piccoli gruppi di seguaci del bahaismo e dell'induismo; quest’ultimo ha avuto origine da lavoratori immigrati di origine indiana.